# André-Louis Debierne
André-Louis Debierne (n. 14 iulie 1874, Paris, Île-de-France, Franța – d. 31 august 1949, Paris, Franța) a fost un chimist francez și este considerat a fi descoperitorul elementului actiniu. 
Debierne a studiat la Școala municipală de fizică și de chimie industrială a orașului Paris (ESPCI ParisTech).  A fost student al lui Charles Friedel și un prieten apropiat al lui Pierre și Marie Curie, fiind asociat cu munca acestora.  În 1899 a descoperit elementul radioactiv actiniu, ca urmare a continuării studiului asupra pehblendei, studiu inițiat de către soții Curie. 
După moartea lui Pierre Curie (survenită în 1906), Debierne a ajutat-o pe Marie Curie să-și continue munca, lucrând alături de ea în activitățile de predare și cercetare. 
În 1910, Debierne și Marie Curie au preparat o cantitate macroscopică de radiu în formă metalică, pe care au reconvertit-o ulterior în compuși cu care au putut să-și continue cercetările. 

## Legături externe
- fr  Informații biografice